# Ujjain

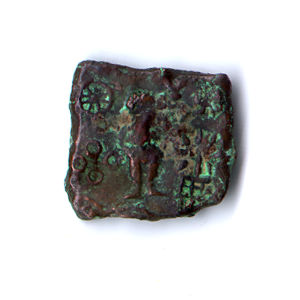
Moneda del segle II aC

Ujjain (hindi उज्जैन, altres variacions del nom són Ujain, Ujjayini, Avanti, Avantikapuri i algunes més), és una ciutat de la regió de Malwa a l'estat indi de Madhya Pradesh, capital del districte d'Ujjain, a la riba oriental del Sipra o Kshipra. L'antiga ciutat està situada a uns 3 km al nord i es creu que fou destruïda per un terratrèmol o per inundacions i al seu emplaçament es veuen algunes restes i s'han trobat joies, segells, ornaments, i monedes. La ciutat consta al cens del 2001 amb una població de 429.933 habitants; un segle enrere, el 1901, tenia 39.892 habitants. Entre els barris antics cal esmentar el de Jayapura, anomenat per Sawai Jai Singh de Jaipur que fou governador de Malwa i hi va erigir un observatori que encara es conserva; el de Bohra Bakhal poblat per la comunitat dels bohres, mercaders xiïtes; i el de Kot o el fort, a la part alta, on hi havia el notable temple de Mahakal destruït per Iltutmish el 1235, i es conserva un palau on va residir Daulat Rao Sindhia el maharajà maratha de Gwalior. Ujjain és una de les set ciutats més sagrades de l'Índia, i considerada la següent després de Varanasi.

## Història
Les primeres referències l'esmenten com Ujjaini o Ujjayini al Mahabharata, en temps de Sidartha Gautama, i era capital del regne d'Avanti un dels quatre grans regnes de l'Índia. Una llegenda parla del matrimoni de Vasuladatta, fill del rei Pajjota d'Ujeni, amb el rei Udena, del veí reialme de Kausambhi. Fou també el mític lloc de naixement de Kachana (nascut al monestir dbudista conegut com a "southern mount") el deixeble de Sakyamuni. Fou el lloc on Krixna va rebre educació, junt amb Balarama i Sudama, de Maharsi Sandipani. Des del segle iv aC la ciutat marcava el primer meridià de longitud en la geografia hindú.
Fou la suposada residència d'Asoka abans d'esdevenir emperador, quan era virrei de les províncies occidentals mauryes. Després dels mauryes la ciutat fou regida per la dinastia sunga i després pels satavahanes (andhra). Aquestos la van disputar amb els ror sakes coneguts com a Ksàtrapes occidentals que la van acabar tenint com a capital en temps de Chastana (primera part del segle II); després de la caiguda de la dinastia Satavahana els kstrapes van conservar Ujjain que van dominar uns dos segles i mig. Claudi Ptolemeu esmenta a la meitat del segle II a Tiastenos d'Ozene, que era el rei Chastana, i Ozene és assenyalat al "Periple de la mar Eritrea" probablement escrit un segle després com un centre comercial d'onix, pedres precioses, porcellanes, i altres objectes valuosos que exportava a través del port de Barugaza o Broach prop de Surat.
Avançar el segle iv, Ujjain va passar a mans del rei Chandragupta II de Magadha del que fou la capital; el renaixement del bramanisme va donar lloc a la tradició de Vikramajit o Vikramaditya d'Ujjain (el rei Chandragupta) que fou una mena de rei Artur de l'Índia, a la cort del qual haurien florit els nou poetes coneguts com els navaratna (nou joies) de la literatura sànscrita. Als segles VI i VII fou el major centre de coneixement de matemàtiques i astronomia destacant Brahmagupta, l'obre del qual Brahmasphutasiddhanta fou la que va introduir el concepte i nombre zero, els nombres negatius i el sistema posicional dels nombres, que es va expandir d'Aràbia a Cambodja; Varahamihira, que fou el primer que va descobrir les identitats trigonomètriques; i Bhaskaracharya o Bhaskara II, l'obre del qual Lilavati va fer grans aportacions en el camp de les matemàtiques.
Al segle VII Ujjain fou part de l'imperi d'Harsa o Harshavardhana de Kanauj, després de la mort del qual el 648 les revolucions i agitació van portar a l'enfonsament del regne i l'establiment progressiu del poder rajput consolidat al segle ix quan Ujjain va caure en man dels paramares. Aquestos van dominar Ujjain entre el segle ix i el XII, i la seva identificació amb la ciutat fou tal que la tradició ha convertit a un dels reis paramares en el Vikramaditya d'Ujjain. En aquest temps Ujjain va seguir una sort similar a la d'altres ciutats de la zona: saquejos per caps veïns com els Chalukya de Gujarat, els kalachuris de Chedi, els chandeles del Bundelkhand, els rashtrakutes de Malkhed i altres clans rajputs. El poder paramara va entrar en decadència al final del segle xi i poc després Ujjain va passar temporalment als tonwars i als chauhans.
El 1235 Iltutmish, que acabava de conquerir Bhilsa, va anar a Ujjain i la va saquejar, destruint els seus temples i entre ells els famós santuari de Mahakal, portant el lingam de Xiva a Delhi. Ujjain va restar en mans del sultanat de Delhi. Vers el 1390 Hasan Ghuri, amb el nom de Dilwar Khan, fou nomenat governador tughlúquida de Malwa amb seu a Dhar, fundant la dinastia gúrida de Malwa que es va fer independent de facto el 1393, però que va romandre lleial fins i tot després de l'expedició de Tamerlà el 1398, i no es va proclamar independent fins al 1401. La dinastia gúrida (vegeu sultanat de Malwa) fou substituïda el 1436 per la dinastia khalji de Malwa que va durar fins al 1562 (Malwa va estar un temps en mans del sultanat del Gujarat entre 1531 i 1535) quan el sultanat fou conquerit per l'emperador mogol Akbar.
Sota Akbar la ciutat d'Ujjain fou declarada capital de la subah de Malwa. El 1658 es va lliurar a la rodalia (concretament a Dharmatpur, rebatejada després per Aurangzeb com Fatehabad) l'anomenada batalla d'Ujjain en la qual Aurangzeb i Murad van derrotar Jaswant Singh de Jodhpur, cap de les forces favorables a Dara Sikoh. El cenotafi de Raja Ratan Singh de Ratlam, que va morir en la lluita, encara es troba al lloc de la batalla. El 1737 durant el regnat de Muhammad Shah de Delhi, el maharajà Sawai Jai Singh de Jaipur fou nomenat governador de Malwa.
El 1743 el peshwa Baji Rao I va esdevenir cogovernador i finalment va passar a mans de Jayappa Rao Scindia (1745-1755) a la meitat del segle. En endavant fou part de l'estat dels Sindhia, i fou la capital de fet fins al 1810 quan Daulat Rao Sindhia va construir la seva nova capital de Lashkar (Gwalior); el 1799 fou saquejada per Jaswant I Rao Holkar.
El 1898 es va constituir la municipalitat. Ujjain (que fou capital de la província de Sar o Sar Subah, de l'estat de Gwalior) va restar en mans dels Sindhia de Gwalior fins a l'extinció de l'estat el 1948 quan va quedar integrat a Madhya Bharat que unit al Principat de Bhopal va formar Madhya Pradesh el 1956.

## Monuments i llocs interessants
- Temple Mahakal un dels dotze temples amb lingam de Xiva.
- Temple de Chintaman ganesh
- Temple de Maa Wagheshvari
- Temple d'Harsidhhi
- Sandipani Ashram, lloc on Krishna fou educat per Maharshi Sandipani
- Siddha Ashram, entre Ramghat i Narshinghat, conegut per la recerca sobre medicina ayurvèdica
- Palau Kaliyadeh
- Coves de Bhrathari
- Yantra Mandir, observatori construït pel rajput raja Jai Singh II de Jaipur durant el seu govern de Malwa.
- Prashanti Dham, lloc sagrat
- Temples jainistes de Jai Singh Pura Atishay Kshetra, Tapobhoomi, Avanti Parshwanathm i Hanumant baag.
- Palau de Kothi
- Museu Bharatiya Vidya Bhavan prop de la torre Chamunda.
- El tron de Vikramaditya al llac Rudra Sagar
- Temples d'Harsidhhi (Durga), Chintaman Ganesh, Gadh Kalika, Kaal Bhairav, Sandipani Ashram, Triveni (Nav Graha Shani Mandir), Mangalnaath, Siddhhanath i Shiv Shakti.

## Fotos

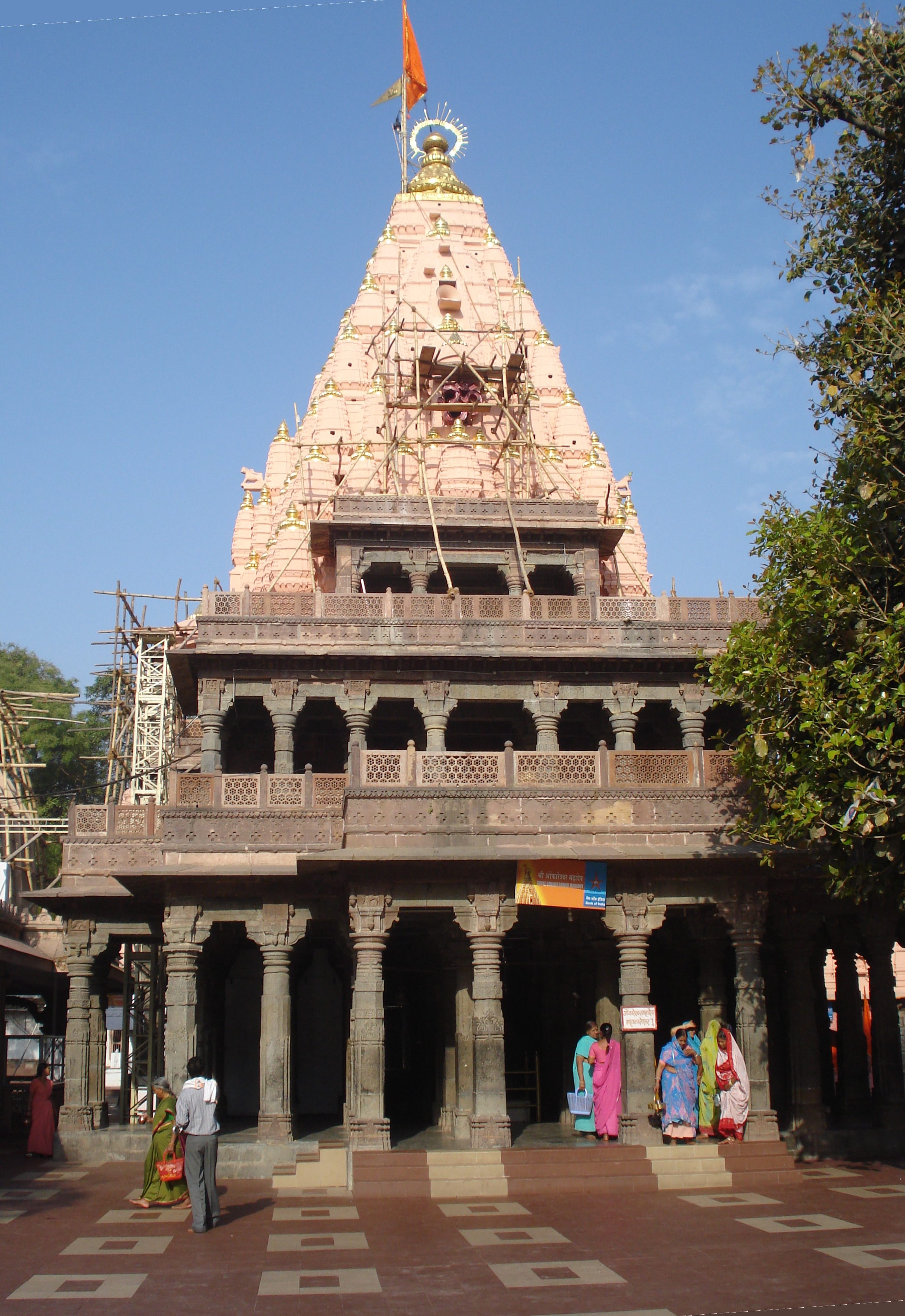
Temple Mahakal a Ujjain
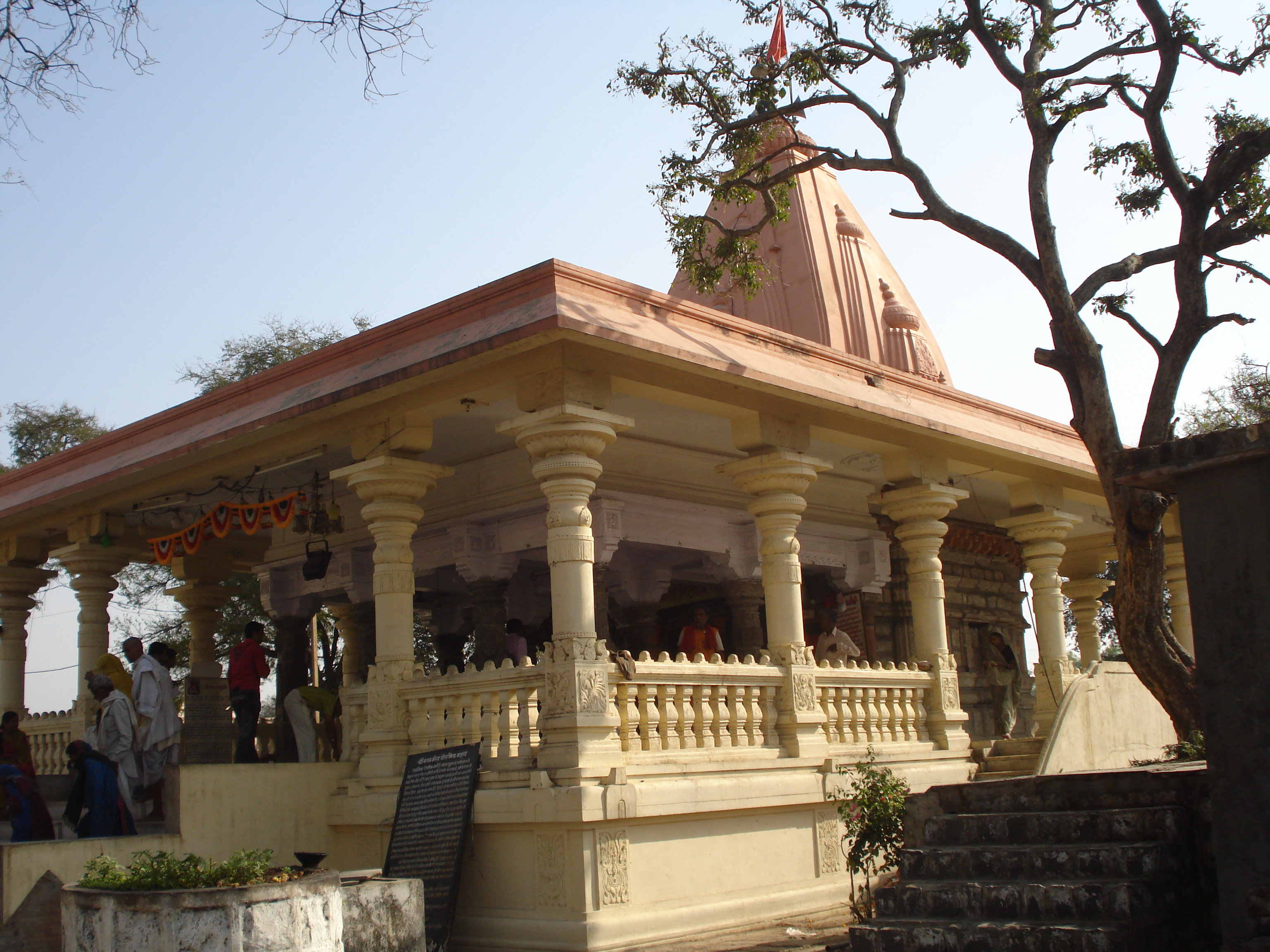
Temple Kalabhairava a Ujjain
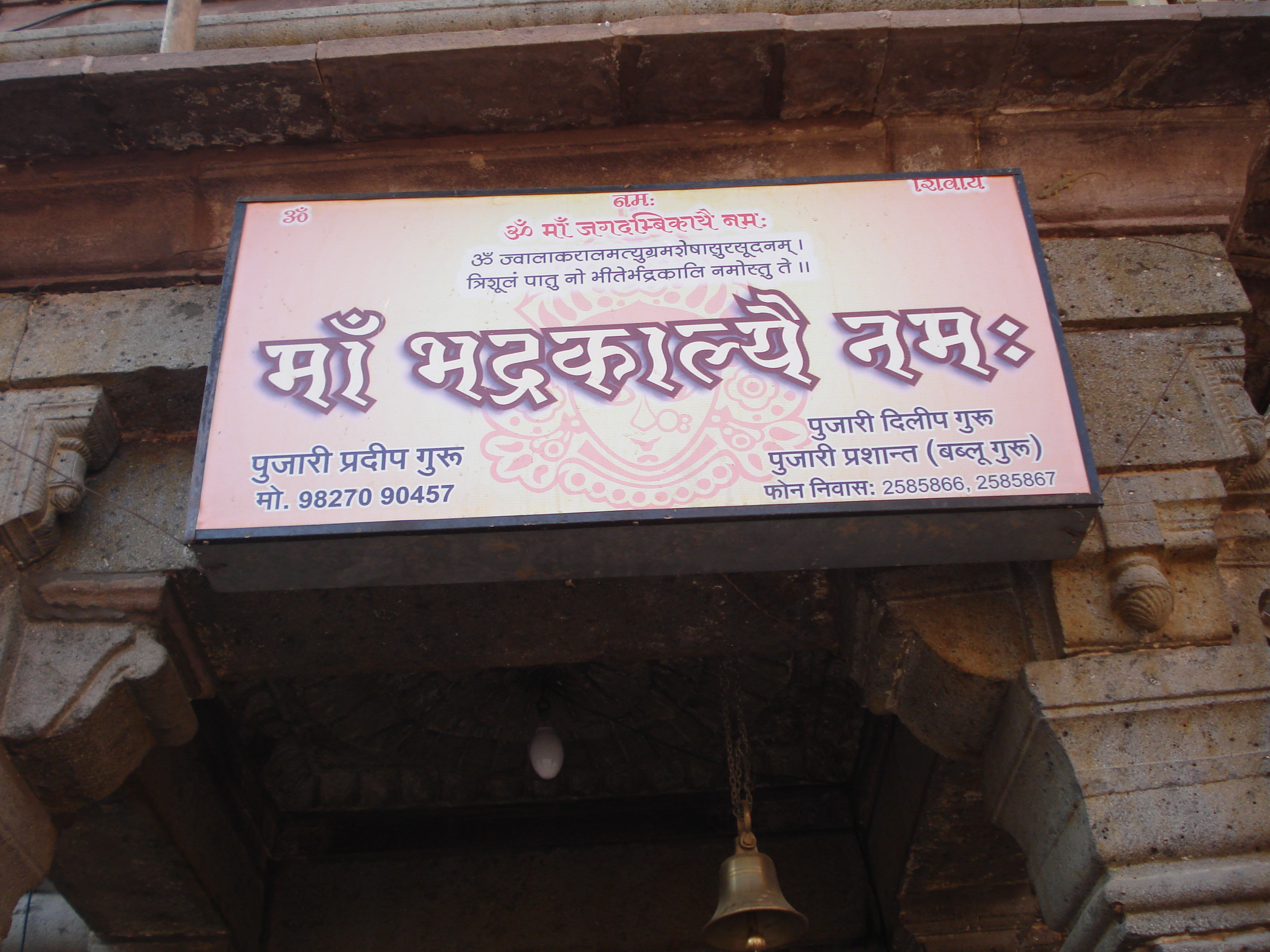
Temple Bhadrakali a Ujjain

## Noms d'Ujjain
Com a lloc de gran antiguitat, Ujjain ha estat coneguda amb diversos nom:
- Avantika
- Padmavati
- Kushasthali
- Bhagavati
- Haranyavati
- Kandakatringa
- Kumudvati
- Pratikalpa
- Ujjayani
- Udeni
- Vishala

## Nota
1. ↑  Room A. Placenames of the world: origins and meanings, p. 12.